# Clara Immerwahr
Clara Immerwahr (n. 21 iunie 1870, Wojczyce⁠(d), Gmina Środa Śląska⁠(d), Voievodatul Silezia Inferioară, Polonia – d. 2 mai 1915, Berlin-Dahlem, Regatul Prusiei, Imperiul German) a fost o chimistă germană de origine evreiască. A fost prima femeie căreia i-a fost acordat titlul de doctor în chimie în Germania, fiind recunoscută și pentru gândirea sa pacifistă și pentru faptul că a fost o militantă pentru drepturile femeilor. Începând cu anul 1901 și până la suicidul său din 1915, a fost căsătorită cu chimistul Fritz Haber, laureat al Premiului Nobel.